# Bagheera (goélette)
Pour les articles homonymes, voir Bagheera (homonymie).
Le Bagheera, anciennement Beacon Rock, est une goélette historique normalement amarrée au Maine State Pier (en) à Portland, dans le Maine. Il s'agit d'une goélette gréée à deux mâts, construite en 1924 par le célèbre architecte naval John G. Alden, et connue pour ses succès en course sur les Grands Lacs. Elle est maintenant détenue et exploitée par la Portland Schooner Company, qui propose des excursions en voilier dans la baie de Casco, en utilisant Bagheera et Wendameen. Elle a été inscrite au registre national des lieux historiques le 4 novembre 2009.

## Historique
Bagheera est une goélette auxiliaire à coque en bois. Sa charpente est en chêne blanc, avec des planches, des planchers et des plafonds en pin. Ses rails sont en acajou, et son beaupré et ses espars sont en épicéa de Sitka. Le pont est en fibre de verre (en remplacement du teck d'origine), posé sur des poutres en chêne. L'extérieur de la coque est peint en noir. Son gréement actuel, similaire à l'original, est un gréement aurique. La puissance auxiliaire est fournie par un c. 2000 Moteur diesel Westerbeke de 82 chevaux. L'intérieur conserve des boiseries et des équipements importants, y compris sa roue d'origine.
Bagheera a été construit au chantier naval Rice Brothers à Boothbay dans le Maine, en 1924, sur une conception de John G. Alden, alors déjà un concepteur bien connu de voiliers. Elle a été construite pour Marion Eppley et s'appelait à l'origine Beacon Rock et a été vendue en 1928 à Robert Benedict. Il l'a rebaptisée Bagheera et l'a déplacée à Chicago, où elle s'est lancée dans une carrière de course réussie sur les Grands Lacs, qui a duré environ jusqu'en 1938. Elle a été utilisée comme navire-école pendant la Seconde Guerre mondiale et a été expédiée en mer Méditerranée en les années 1950 et retourna aux États-Unis. En 1948, son gréement aurique est remplacé par un gréement Marconi. Dans les années 1980, elle a servi de voilier-charter sur la côte ouest.
Bagheera est maintenant utilisé comme navire-école pour les étudiants et les professeurs  de sciences de l'environnement du Saint Joseph's College . Quand le temps le permet, la goélette devient un laboratoire, transportant l'équipage deux semaines pour étudier le changement climatique et la géologie glaciaire, les méthodes de terrain, l'écologie marine et l'océanographie.